# Archipiélago de Jambelí
El Archipiélago de Jambelí es un archipiélago fluvial-marítimo situado en el extremo sur de la costa del Ecuador, en aguas del golfo de Guayaquil, y perteneciente al cantón Santa Rosa de la provincia de El Oro. El archipiélago está formado por 6 islas mayores y 12 menores —todas ellas separadas por canales y esteros angostos—, además de algunos islotes pequeños. La superficie total del archipiélago es de unos 300 km². En este conjunto de islas a menudo se consideran incluidas las islas Correa, Roncal y Matapalo, pertenecientes al Perú. En el archipiélago de Jambelí se observan zonas de manglar, camaroneras y muy pocos salitrales, no existiendo elevaciones signiﬁcativas. El mar entre las islas de Jambelí y la porción continental de El Oro es poco profundo y tiene una fuerte influencia de aguas fluviales continentales.

## Descripción geográfica
El archipiélago se encuentra ubicado entre la latitud 3°12′ y 3°26′ S y longitud 80°5′ y 80°18′ O. Está separado del continente por un amplio canal que en su recorrido va tomando los nombres de canal de Capones, estero Grande y estero Santa Rosa. Este canal se extiende a lo largo de unos 54 km hacia el norte desde la boca de Capones hasta la boca del estero Santa Rosa. Cinco canales menores atraviesan perpendicularmente el archipiélago, conectando el canal principal y el golfo de Guayaquil. Las profundidades en los canales son del orden de 6,5 m. Los bancos de arena limosa son frecuentes en el archipiélago, especialmente en las desembocaduras de los esteros.
La deposición permanente de sedimentos terrestres de origen cuaternario acarreados por las aguas de los ríos Zarumilla, Arenillas, Santa Rosa y Jubones, ha dado lugar al surgimiento de estas islas. El archipiélago posee un clima tropical seco con precipitaciones anuales menores a 500 mm. Presenta dos estaciones principales a pesar de su localización ecuatorial: la estación lluviosa es de diciembre a mayo y la seca, el resto de los meses. Esto se debe a que la corriente fría de Humboldt, proveniente de las costas peruanas, modifica el clima y la temperatura de las aguas que rodean las islas, y se une al norte del archipiélago con las aguas tropicales de la corriente de El Niño que ejerce su influencia de diciembre a mayo.

### Islas mayores o principales
| N.º | Nombre de Isla              | Superficie | Coordenadas                                 |
| --- | --------------------------- | ---------- | ------------------------------------------- |
| 1   | Isla Chupadores             | -          | 03°23′16″S 80°08′27″O / -3.38778, -80.14083 |
| 2   | Isla Jambelí                | -          | 03°15′04″S 80°02′03″O / -3.25111, -80.03417 |
| 3   | Isla Patria o Las Huacas    | -          | 03°21′03″S 80°08′34″O / -3.35083, -80.14278 |
| 4   | Isla Payana                 | -          | 03°23′04″S 80°16′53″O / -3.38444, -80.28139 |
| 5   | Isla Pongal                 | -          | 03°19′40″S 80°03′34″O / -3.32778, -80.05944 |
| 6   | Isla Tembleque o Costa Rica | -          | 03°22′43″S 80°13′47″O / -3.37861, -80.22972 |

### Islas menores
| N.º | Nombre de Isla        | Superficie | Coordenadas                                 |
| --- | --------------------- | ---------- | ------------------------------------------- |
| 1   | Isla Callejones       | -          | 03°24′05″S 80°14′12″O / -3.40139, -80.23667 |
| 2   | Isla Chalaquera       | -          | 03°25′42″S 80°10′03″O / -3.42833, -80.16750 |
| 3   | Isla Gato             | -          | 03°25′19″S 80°10′06″O / -3.42194, -80.16833 |
| 4   | Isla La Bartola       | -          | 03°25′33″S 80°08′41″O / -3.42583, -80.14472 |
| 5   | Isla La Bartola Chica | -          | 03°25′44″S 80°09′29″O / -3.42889, -80.15806 |
| 6   | Isla La Burra         | -          | 03°26′10″S 80°11′22″O / -3.43611, -80.18944 |
| 7   | Isla Las Piedras      | -          | 03°23′26″S 80°15′22″O / -3.39056, -80.25611 |
| 8   | Isla Pollos           | -          | 03°25′49″S 80°13′09″O / -3.43028, -80.21917 |
| 9   | Isla Puercos          | -          | 03°22′39″S 80°16′03″O / -3.37750, -80.26750 |
| 10  | Isla Róbalo           | -          | 03°26′16″S 80°12′30″O / -3.43778, -80.20833 |
| 11  | Isla San Antonio      | -          | 03°22′14″S 80°15′45″O / -3.37056, -80.26250 |
| 12  | Isla Vacas            | -          | 03°24′38″S 80°16′06″O / -3.41056, -80.26833 |

## Población y economía
La población total del archipiélago de Jambelí, según el censo de 2001, era de 1 301 habitantes, compuesta por alrededor de 289 familias con un promedio de 4 a 5 individuos por familia. Las islas más pobladas son Jambelí y Tembleque; esta última también conocida como isla Costa Rica. Con los daños ocasionados por el Fenómeno del Niño de 1997 - 1998, en ciertas áreas del archipiélago se vieron afectados muchos de los pobladores, provocando la migración y abandono paulatino de ciertos poblados.
La actividad económica en el archipiélago la constituyen: la camaronera, el turismo, el comercio y la pesca, siendo el turismo la más importante en la isla Jambelí, ya que la mayor parte está dedicada a la venta de servicios turísticos. La actividad pesquera se concentra principalmente en la captura de larva de camarón, pero también pesca blanca, recolección de conchas y extracción de cangrejo.